# Єлена і чоловіки
«Єлена і чоловіки» (фр. Élèna et les Hommes) — франко-італійський фільм-драма 1956 року, поставлений режисером Жаном Ренуаром з Інгрід Бергман і Жаном Маре в головних ролях. Стрічка є третьою роботою режисера з трилогії, якій передують «Золота карета» (фр. Le carrosse d'or, 1953) і «Французький канкан» (фр. French Cancan, 1955).

## Сюжет
Париж, 1880 рік. Польська княгиня Єлена Сороковська (Інгрід Бергман), жінка добросерда, вірить, ніби на неї покладена особлива місія: допомагати деяким чоловікам здійснити їхні покликання. Взявши участь в долі композитора, оперою якого зацікавилася міланська «Ла Скала», вона опинилася на мілині і готується вийти заміж за старого взуттєвого магната Мартена-Мішо (П'єр Бертен). 14 липня, в день взяття Бастилії, вона зустрічає в натовпі графа Анрі де Шевенкура (Мел Феррер), який знайомить її з генералом Ролланом (Жан Маре), нинішнім кумиром парижан й усієї Франції. Генерал явно зачарований прекрасною полькою. Вона вручає йому маргаритку як талісман.
Незабаром генералові пропонують портфель військового міністра, і він приймає цю пропозицію. Проте його радники хочуть, щоб він узяв у свої руки владу. Роллан не наважується вийти за рамки закону. Радники доручають Анрі переконати Єлену, щоб та підштовхнула генерала до дії, якщо вже її краса так його вразила. Вона зустрічається з Ролланом у замку Мартена-Мішо неподалік від того місця, де генерал командує навчаннями. Мартен-Мішо включається у гру і негайно відкладає шлюб за умови, що майбутній уряд підвищить митні збори на закордонне взуття. Але Анрі починає жалкувати, що втрутився в цю справу. Він кохає Єлену і розуміє, що ризикує її втратити.
Виконуючи завдання, Єлена радить генералові направити ультиматум Німеччині, яка не хоче відпускати полоненого на прізвище Відобан, який випадково приземлилося там на повітряній кулі. Роллан слухається її поради, і Німеччина поступається. Генерал знову тріумфує. Уряд, зляканий його зростаючою популярністю, відправляє його у заслання в Бурбон-Сален, а потім і віддає під арешт. Радники Роллана, натхненні результатами виборів, вважають, що Роллану більше нічого втрачати, а тому він повинен грати ва-банк. Нове побачення Єлени з генералом організоване в таємному «будинку» Рози ля Роз у Бурбон-Салені. Генерал втікає з-під арешту і приходить до Єлени. Але Анрі у відповідь йде в контратаку. За допомогою циганського табору, що осів неподалік, він влаштовує так, що Єлена опиняється в його руках, а Роллан їде зі своєю колишньою коханкою — не в Єлисейський палац, а на південь, назустріч коханню.

## У ролях
| Інгрід Бергман | ···· | княгиня Єлена       |
| Жан Маре       | ···· | граф Франсуа Роллан |
| Мел Феррер     | ···· | Анрі де Шевенкур    |
| Жан Рішар      | ···· | Ектор               |
| Магалі Ноель   | ···· | Лолотт              |
| Жульєт Греко   | ···· | Міарка              |
| П'єр Бертен    | ···· | Мартен-Мішо         |

| Жан Клодіо        | ···· | композитор       |
| Еліна Лабурдетт   | ···· | Полетт Ескоф'є   |
| Дора Долл         | ···· | Роза ля Роз      |
| Фредерік Дюваллес | ···· | Годен            |
| Жак Жуанно        | ···· | його син         |
| Рено Марі         | ···· | Флері            |
| Гастон Модо       | ···· | циганський барон |

## Виробництво
- Значна частина «Єлени і чоловіків» знімалася французькою і англійською мовами одночасно. Між французькою версією і англійською, названою «Париж творить дивні речі» (англ. Paris Does Strange Things), є деякі відмінності. На початку англійської версії немає персонажа Жана Клодіо — композитора, якому допомагає Єлена. Вирізана велика кількість маленьких фрагментів сцен, а одна сцена зникла цілком: дуель Мела Феррера зі своїм суперником в кафе. Рено Марі (головний радник Роллана), що з'являється у багатьох сценах, замінений на Джорджа Гіггінза[2].
- Англомовна версія коротша від французької на 12 хвилин[2].